# Rhaphuma maceki
Rhaphuma maceki là một loài bọ cánh cứng trong họ Cerambycidae.